# 昭文县
昭文县是清朝江苏省苏州府所辖的一个县。
雍正二年（1724年），由于苏州府常熟县人口、赋税繁多，分出其东部设立昭文县，两县同城而治。民国元年（1912年）撤废昭文县，并入常熟县。